# Jaakonsaari (ö i Mellersta Finland, Jyväskylä)
Jaakonsaari är en ö i Finland. Den ligger i sjön Saraavesi och i kommunen Laukas i den ekonomiska regionen  Jyväskylä ekonomiska region  och landskapet Mellersta Finland, i den centrala delen av landet, 250 km norr om huvudstaden Helsingfors. Öns area är 0,3 hektar och dess största längd är 100 meter i sydöst-nordvästlig riktning.